# Holger Bissel
Holger Bissel (* 1966 in Erlangen) ist ein deutscher Unternehmer und seit 2021 Präsident des Verbandes der Vereine Creditreform in Neuss.

## Werdegang
Bissel absolvierte nach den Abitur am humanistischen Gymnasium Fridericianum Erlangen und dem anschließenden Grundwehrdienst in Freyung eine zweijährige Berufsausbildung zum Bankkaufmann bei der Deutschen Bank in Erlangen und Nürnberg. Anschließend studierte er von 1989 bis 1994 an der Universität Bayreuth Betriebswirtschaftslehre. 1996 wurde Bissel an der Friedrich-Alexander-Universität Erlangen/Nürnberg mit einer Arbeit zum „Managementcontrolling in bipolaren Organisationen“ zum Dr. rer. pol. promoviert. Nach einigen Stationen in steuer-, rechts- und unternehmensberatenden Unternehmen erwarb Bissel 2007 die Creditreform Hannover KG und die Creditreform Celle-Wolfsburg KG als Komplementär. 2018 wurde er zusätzlich Komplementär der Gesellschaften in Goslar, Lüneburg-Uelzen und Stendal, 2023 auch in Hildesheim und Kommanditist in Schwerin, Rostock und Neubrandenburg.
2018 wurde Bissel zum Vorsitzenden des Creditreform Regionalverbandes Nord und in den Vorstand der Vereine Creditreform in Neuss gewählt. Seit 2021 steht er als Präsident diesem Gremium vor. Seit 2022 fungiert er auch als Aufsichtsrat der Creditreform AG in Neuss.

## Mitgliedschaften
- Mitglied der Vollversammlung IHK Hannover
- Mitglied des Präsidiums des AGA Unternehmensverband Hamburg[3]
- Mitglied im Vorstand der Unternehmerverbände Niedersachsen e.V. (UVN) Hannover
- Mitglied im DIHK Geld- und Kreditausschuss[4] Berlin
- Mitglied im[5] BGA Gesamtpräsidium Berlin